# 古今亭志ん駒
古今亭 志ん駒（ここんてい しんこま）は、落語家の名。
- 古今亭志ん駒 - 後∶初代金原亭馬の助
- 古今亭志ん駒 - 本項にて詳述

古今亭 志ん駒（ここんてい しんこま、1937年1月2日 - 2018年1月18日）は、埼玉県川口市出身の落語家。本名∶徳永 一夫。落語協会所属。出囃子は『越後獅子』。

## 経歴
海上自衛隊から1963年7月に五代目古今亭志ん生に入門、前座名は「志ん駒」。志ん生最後の弟子となった。
1967年3月、柳家小ゑんと共に二ツ目に昇進。1973年9月に師匠志ん生死去に伴い、十代目金原亭馬生一門に移籍する。
1976年3月に真打昇進。1978年5月に、六代目三遊亭圓生主導による落語協会分裂騒動において、師・馬生でなく、馬生の実弟である三代目古今亭志ん朝について落語三遊協会に参加。しかし移籍が頓挫し、協会に戻った後は志ん朝一門となった。
2001年に落語協会理事付役員に就任、2006年落語協会理事に就任。2010年に理事職を退任。
落語協会理事退任後、2010年の正月初席を最後に高座に上がることなく休業状態であったが、2018年1月18日10時45分、心筋梗塞のため、東京都内の病院で死去。81歳没。

## 芸歴
- 1963年7月∶五代目古今亭志ん生に入門、前座名「志ん駒」。
- 1967年∶二ツ目昇進。
- 1973年9月∶師匠志ん生死去に伴い、十代目金原亭馬生一門に移籍。
- 1976年∶真打昇進。
- 1978年5月∶三代目古今亭志ん朝門下へ移籍。
- 2018年1月∶死去。

## 役職
- 2001年∶落語協会理事付役員に就任
- 2006年∶落語協会理事に就任
- 2010年∶理事職を退任

## 人物
海上自衛隊出身で、演出家・俳優の蜷川幸雄とは同じ川口市の出身で同郷の後輩にあたる。
五代目志ん生に入門した最後の弟子でもあった。志ん生死去後はその息子の十代目金原亭馬生、さらに三代目古今亭志ん朝の一門に移った。一時期、志ん朝とともに落語三遊協会へ移籍したが、すぐに落語協会へ復帰している。
三遊亭歌司、三遊亭圓丈、柳家さん遊、柳家小団治、柳家さん八、三遊亭圓龍、むかし家今松、古今亭志ん五、金原亭馬の助、橘家竹蔵、柳家小袁治と共に同期会「落友舎」を結成している。
高座に上がるだけでなく、アニメの吹き替えや時代劇『大江戸捜査網』の「早耳金太」役を長く務めるなど役者としても活躍していた。
『大江戸捜査網』で共演した杉良太郎からの信頼は厚く、志ん駒が杉に若手落語家の生活の苦しさを話したことがきっかけとなって、杉は自宅で二ツ目落語家を招いた「杉友（さんゆう）寄席」を開催、一流芸能人や政治家などを観客にした落語会を開いた。また、志ん駒没後、杉は落語家を招いて「志ん駒師匠を偲ぶ会」を開いている。その後「杉友寄席」は、警察庁特別防犯対策監となった杉が特別防犯支援官でもある四代目吉原朝馬と共に、特殊詐欺防止を目的に2023年6月にお江戸広小路亭で40年以上ぶりに開催された。

## 逸話
- 浅草演芸ホールの主任をとっていたとき、「おあと大勢でございます」といった。
- 同じ川口市立南中学校の後輩である柳家かゑるには「志ん駒師匠」と呼ばせず「志ん駒先輩」と呼ばせていた。

## 受賞
- 1974年∶NHK新人演芸コンクール落語部門最優秀賞受賞
- 1975年∶フジサンケイグループホープ賞受賞

## 弟子
- 古今亭駒次 - 志ん駒死後、六代目古今亭志ん橋門下へ

## 著書
- 『志ん生最後の弟子 ヨイショ志ん駒一代』（うなぎ書房、2002年11月、ISBN 9784901174114）

## 出演歴

### 映画
| タイトル              | 年度   | 役名           | 配給 | 備考 |
| --------------------- | ------ | -------------- | ---- | ---- |
| 隠密同心 大江戸捜査網 | 1979年 | 早耳金太       | 東宝 |      |
| 戦国自衛隊            | 1979年 | 堀健児二等陸士 | 東宝 |      |

### テレビドラマ
| タイトル       | 話数 / サブタイトル          | 年度            | 役名         | 放映局           | 備考 |
| -------------- | ---------------------------- | --------------- | ------------ | ---------------- | ---- |
| 特別機動捜査隊 | 第375話「鶏はふたたび鳴く」  | 1969年          |              | NET              |      |
| 大江戸捜査網   | 大江戸捜査網                 | 1971年 - 1981年 | 早耳金太     | 東京12チャンネル |      |
| 騎馬奉行       | 第14話「新春大当り千両くじ」 | 1980年          |              | 関西テレビ       |      |
| 同心暁蘭之介   | 第40話「火祭り変化」         | 1982年          | 火消しの若衆 | フジテレビ       |      |
| 右門捕物帖     | 第18話「老盗、木枯し源次」   | 1983年          |              | NTV              |      |
| 銭形平次       | 第1話「刑場の花嫁」          | 1987年          | 魚屋         | NTV              |      |
| 喧嘩屋右近     | 「賞金受け取り人」           |                 |              | テレビ東京       |      |

### アニメ吹き替え
| タイトル                     | 年度            | 役名     | 放映局 | 備考 |
| ---------------------------- | --------------- | -------- | ------ | ---- |
| クマゴロー                   | 1964年 - 1965年 | ブーブー | NET    |      |
| ドラドラ子猫とチャカチャカ娘 | 1971年          | チョロ   | NET    |      |